# آنگمار
آنگمار (به زبان اِلفی «سینداری»، خانه آهن) از ترکیب دو کلمه آنگ (آهن) + مار (خانه)، یک پادشاهی افسانه‌ای در سرزمین میانه است که در سال ۱۳۰۰ دوران سوم توسط سرکرده اشباح حلقه، پادشاه جادوگر آنگمار ایجاد شد و از قلمروهای افسانه‌ای سرزمین میانه ساخته شده توسط جان رونالد روئل تالکین، نویسنده کتاب‌های سری ارباب حلقه‌ها است.

## تاریخ و جغرافیای آنگمار
در سال ۱۰۵۰، سائورون فرمانروای تاریکی پس از شکست خوردن در دوران دوم توسط آخرین ارتش متحد انسان‌ها و الف‌ها، در جنوب سیاه بیشه دوباره قد علم کرد و قلعه تاریک دول گولدور را بنیان نهاد. هدف اصلی او ضربه زدن به بنیاد و ریشه نومه نوری‌های تبعید شده یا دونه داین و الدار باقی‌مانده در سرزمین میانه بود و در سال۸۶۱ با تقسیم شدن پادشاهی آرنور به سه قسمت آرتداین تحت پادشاهی آملیت اهل فورنوست (پسر ارشد شاه آرندور)، رودئور و کاردولان و کشمکش‌های مداوم این سه قلمرو با هم سرانجام این فرصت برای سائورون ایجاد شد.
او در سال۱۳۰۰د. س، پادشاه جادوگر آنگمار را به سرزمینی برهوت در شمال خلنگ زارهای اتن فرستاد و درآنجا او یک پادشاهی اهریمنی به نام آنگمار تأسیس کرد که در شمال از مرز سرچشمه آندوین تا مرز آدم‌های برفی فوروخل و حتی کوه گونداباد را شامل می‌شد. در آن زمان نزاع میان سه قلمرو جدید اهالی آرنور شدید شده بود و حتی آرگلب اول، پادشاه آرتداین برای متحد کردن دوباره آرنور با رودئور وارد جنگ شد و به سبب پیمانی پنهانی که آنگمار با رودئور بسته بود، در نبرد ودرتاب در سال ۱۳۵۶د. س ازپای درآمد.
در سال ۱۴۰۹ د. س، فعالیت‌های شاه جادوپیشه بسیار شدیدتر شد، به طوری که مستقیماً به آرتداین یورش برد و آرولگ اول (پسر آرگلب اول) با وجود بهره‌مندی از کمک کاردولان و الف‌های لیندون در نبرد ودرتاپ ازپای درآمد و حتی برج آمون سول با خاک یکسان و به آتش کشیده شد اما مردم شمال (دونه داین)، سنگ جهان‌نمای آن برج، یکی از هفت پلان تیر را برداشتند و به فورنوست گریختند و رودئور توسط پادشاه جادوگر آنگمار و دونه داین پلید ملعبه دست او و اورک‌ها تسخیر شد؛ ولی سرانجام آرافور پسر آرولگ اول به کمک گیردان، دشمن را از نزدیکی‌های فورنوست عقب راند.
اما در دوران سلطنت پادشاه نهم آرتداین، آرافور پسر آرولگ اول، پلیدی آنگمار به کمک الف‌های لیندون، لورین و ریوندل مهار شد و تا نیمه‌های عهد پادشاهی پسرش، آرگلب دوم، اوضاع اریادور کمی آرامتر شد. اما در میانه سال‌های سلطنت او، طاعون بزرگ‌سال ۱۶۳۶د. س باعث مرگ و میر بسیاری از مردم از گاندور تا اریادور و همین‌طور، نابود شدن کاردولان توسط طاعون شد و این سرزمین به خاطر مرگ تمامی مردمش، بدست ارواح پلید آنگمار و رودئور اشغال شد؛ ولی سرانجام در سال۱۹۷۴د. س، پایان کار آرتداین که هنوز در مقابل آنگمار ایستادگی می‌کرد از راه رسید. سرانجام پادشاه جادوگر آنگمار، دراین سال با تسخیر فورنوست، به پادشاهی آرتداین خاتمه داد. اما درسال۱۹۷۵د. س هم نوبت به پایان رسیدن و نابودشدن قلمرو آنگمار شد. درسال۱۹۴۰، آرودوی آخرین پادشاه آرتداین با گوندور پیمان اتحاد بست و در سال تسخیر فورنوست، فراخوان کمک برای گوندور ارسال کرد که بسیار دیررسید؛ زیرا آرودوی در دریا غرق شده بود و دو پلان تیر آنومیناس (پایتخت آرنور) و آمون سول هم از دست رفته بود.
پس از مرگ آرودوی، سرانجام ناوگان کمکی گوندور به رهبری ائارنور دوم، پسر ائارنیل دوم شاه گوندور و به همراه آدمهای سواره اهل رووانیون از راه رسید و سپاه الف‌های لیندون و ریوندل هم به آنان پیوست. پادشاه جادوگر آنگمار برای مقابله با این سپاه راه مقابله را در پیش گرفت اما سپاه او در جنگ به‌طور کامل نابود شد. وی سرانجام از صحنه نبرد خارج شد و به کارن دوم پایتختش رفت و از آن جا پنهان شد.